# Essex (Vermont)
Essex é uma vila do estado americano de Vermont, no Condado de Chittenden.

## Geografia
De acordo com o United States Census Bureau, a vila tem uma área de 101,8 km², onde 100,5 km² estão cobertos por terra e 1,3 km² por água.

## Demografia
Segundo o censo nacional de 2010, a sua população é de 19 587 habitantes e sua densidade populacional é de 194,81 hab/km². É a vila mais populosa de Vermont e a segunda localidade mais populosa do estado. Possui 8 146 residências, que resulta em uma densidade de 81,02 residências/km².